# 劉樞之
劉樞之（1832年—1885年12月3日），字斗垣，陝西省三原縣人，附貢，同治四年捐同知分發四川。光緒二年（1876年）代理四川鄰水縣知縣。歷任四川涪州知州、光緒七年七月補東鄉縣知縣、營山縣知縣、光緒六年署合江縣知縣。